# ماركو غيبهارت
ماركو غيبهارت (بالألمانية: Marco Gebhardt)‏ (7 أكتوبر 1972 في ألمانيا - ) هو لاعب كرة قدم ألماني في مركز الدفاع. شارك مع منتخب ألمانيا ب لكرة القدم ‏. أما مع النوادي، فقد لعب مع آينتراخت فرانكفورت وإنيرجي كوتبوس وميونخ 1860 ونادي ساربروكن ويونيون برلين و1. FC Lok Stendal ‏ وASG Vorwärts Dessau ‏ ونادي هالشر وجرمانية شونايشه ‏ وSC Verl ‏ وSpVg Blau-Weiß 90 Berlin ‏.

## وصلات خارجية
- ماركو غيبهارت على موقع قاعدة بيانات كرة القدم.إي يو (الإنجليزية)
- ماركو غيبهارت على موقع بيانات كرة القدم. دي إي (الألمانية)
- ماركو غيبهارت على موقع عالم كرة القدم.نت (الإنجليزية)